# Agraulis galapagensis
Agraulis galapagensis är en fjärilsart som beskrevs av Holland 1890. Agraulis galapagensis ingår i släktet Agraulis och familjen praktfjärilar. Inga underarter finns listade i Catalogue of Life.